# مونفلوري

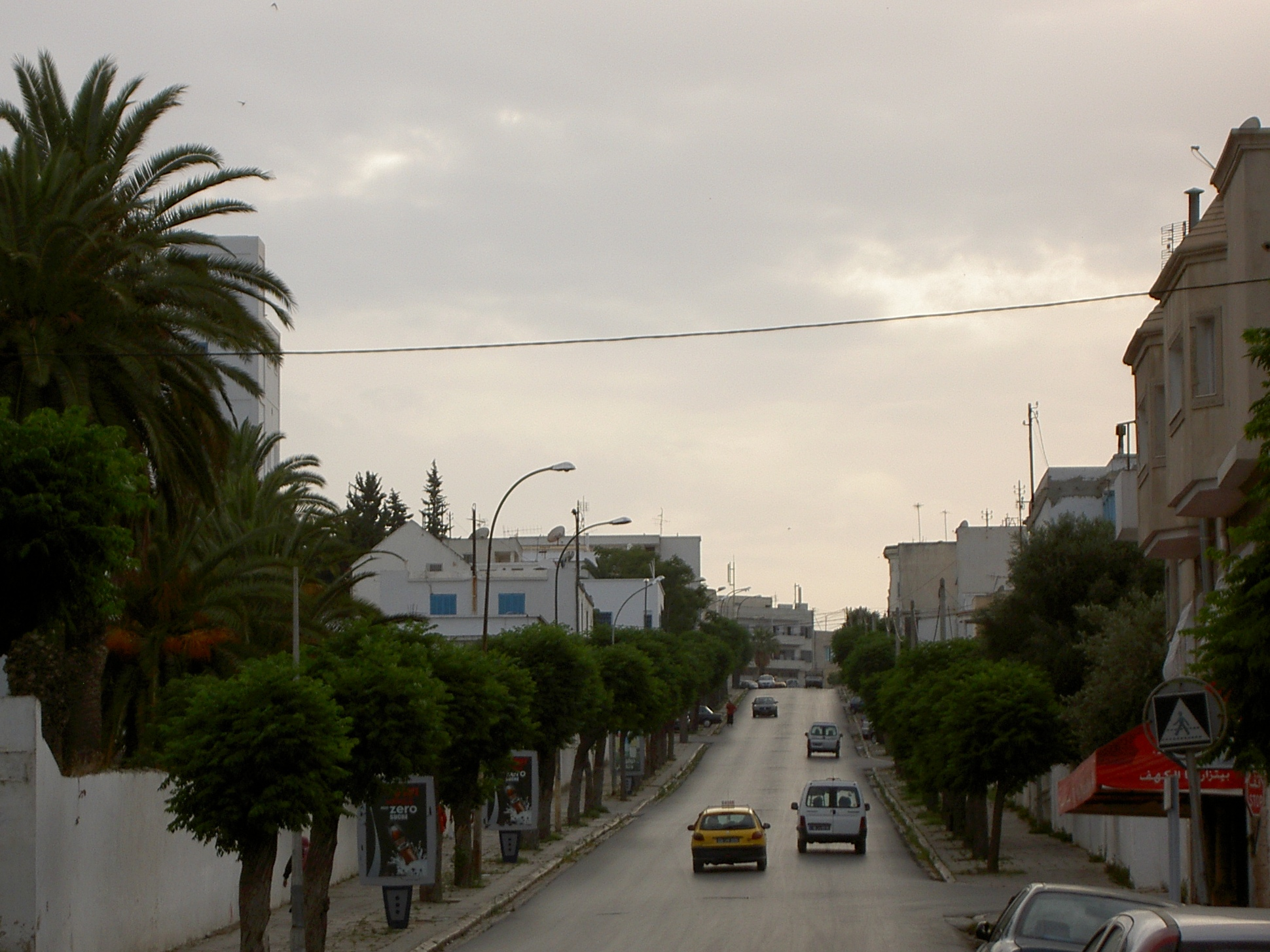
مونفلوري

مونفلوري (بالفرنسية: Montfleury) من أول الاحياء المهيئة عمرانيا تحت الحماية الفرنسية. يصل المدينة العتيقة من خلال نهج أبو القاسم الشابي شمالا عن طريق شارع باب الجديد نزولا من باب الڨرجاني غربا، شارع طه حسين جنوبا إلى حدود باب عليوة شرقا.
مونفلوري، هي عمادة تابعة لـسيدي البشير إحدى معتمديات بلدية تونس.
اين نجد مستشفى الحبيب ثامر، المستشفى العسكري بتونس، المعهد العلوي 1884، معهد مونفلوري، المدرسة الابتدائية نهج العلماء، المدرسة الاعدادية النموذجية 8 شارع علي طراد، المركز الوطني البداغوجي مركز الإسعاف الطبي الاستعجالي والإنعاش بتونس، الإذاعة الجمعياتية بلاتين راديو منذ سنة 2007، المدرسة العليا للعلوم الاقتصادية والتجارية بتونس، المدرسة العليا للعلوم التقنية بتونس، المعهد التحضيري للدراسات الهندسية بمونفلوري والمبيت الجامعي طه حسين.